# Улица 23 Октября (Мелитополь)
Улица 23 Октября (укр. Вулиця 23 Жовтня) — улица Мелитополя. Находится в северо-восточной части города в историческом районе Круча. Начинается от переулка Марии Батраковой, тянется более двух километров параллельно соседним улицам Пушкина и Марии Батраковой и заканчивается тупиком. Состоит преимущественно из частного сектора. Покрытие грунтовое.

## Название
Улица названа в честь освобождения Мелитополя от немецких захватчиков войсками 4-го Украинского фронта 23 октября 1943 года.
Имя 23 октября также носил мелитопольский станкостроительный завод.

## История
24 апреля 1957 года горисполком принял решение о наименовании новой улицы. В этот же день аналогичное решение было принято по Компрессорному переулку, который находится в другой части города.